# 烏翅真鯊
烏翅真鯊（學名：Carcharhinus melanopterus），又名污翅白眼鮫、黑翼鯊、伯爵鯊、黑鰭鯊或黑鰭礁鯊，為軟骨魚綱真鯊目真鯊科的其中一種，是一種生活在熱帶及溫和海洋的鯊魚。被IUCN列為易危保育類動物，牠經常被誤會為黑邊鰭真鯊（學名：Carcharhinus limbatus）。

## 分佈
烏翅真鯊是現今在印度、太平洋及加勒比海珊瑚礁附近淺水區（有時會在30厘米深的淺水區）最常見的鯊魚之一。牠們生活在20℃至27℃水溫的海洋，並且不會冒險進入一些遠離海洋的熱帶湖或河流中。

## 外表

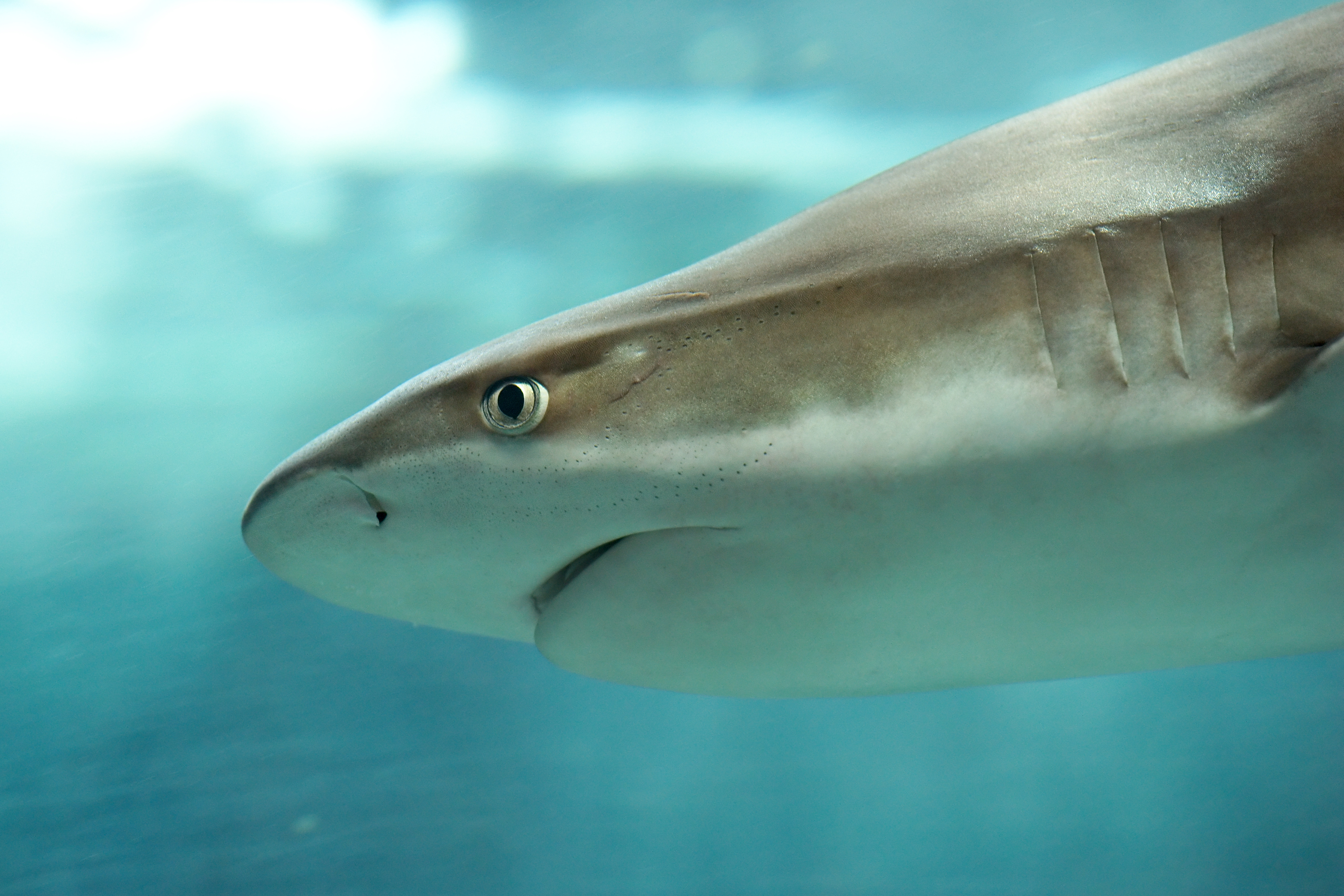

就如牠的名字所言，烏翅真鯊的胸鰭及背鰭的頂端是黑色的，而下部是白色。牠們身體上半部的皮是呈褐色。最大的烏翅真鯊可達3.5米長。牠的前端是呈圓鈍的。一種稱為灰珊瑚鯊的鯊魚外形與牠很相似，但從其較粗狀及灰色的身體及沒有黑端的背鰭，就能分辨牠們。由於烏翅真鯊體型較小，所以並不認為是人類的威脅。

## 攝食
烏翅真鯊主要獵食珊瑚魚，但牠們也會捕獵鱘魚及烏魚。

## 生殖、行為及與人類的接觸

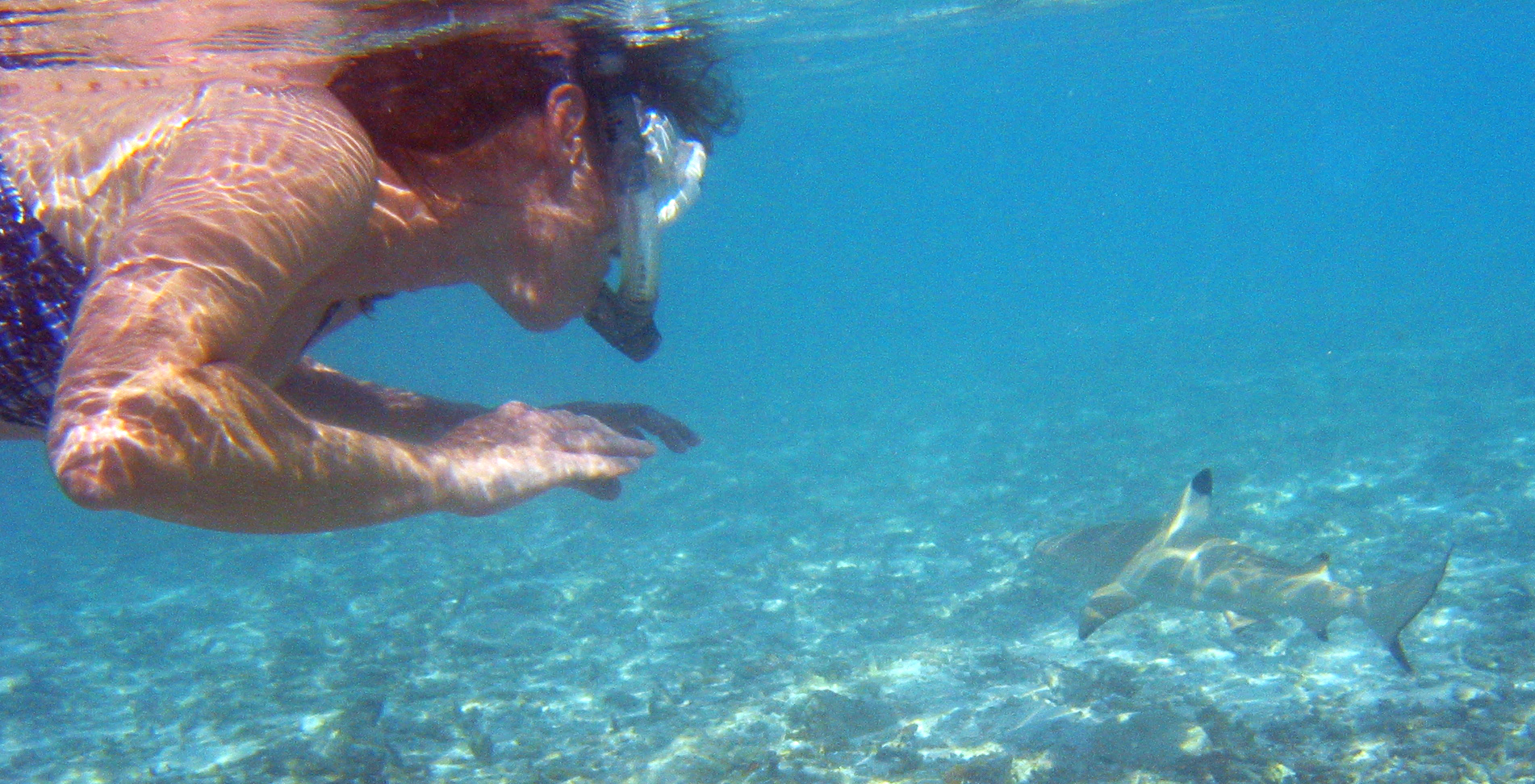
潛水員與烏翅真鯊

烏翅真鯊是胎生的，每胎約有2至4頭小鯊。母鯊的懷胎期為16個月。出生的小鯊約為33至52厘米長。
烏翅真鯊並非群居的，但卻有時會一小群出沒。一般烏翅真鯊都是較害羞的，但卻會對潛水員及水肺潛水員感到好奇。與其他鯊魚無異，當牠們感覺到危險時，會把身體捲曲成S型。除非是感到憤怒，否則牠們是無害的。一些情況如用手餵食或以矛捕魚，加上低視野，都會令烏翅真鯊感到憤怒。
烏翅真鯊是少有能跳躍出水面的鯊魚，這種行為稱為「躍身擊浪」。牠們亦會在海面徘徊。

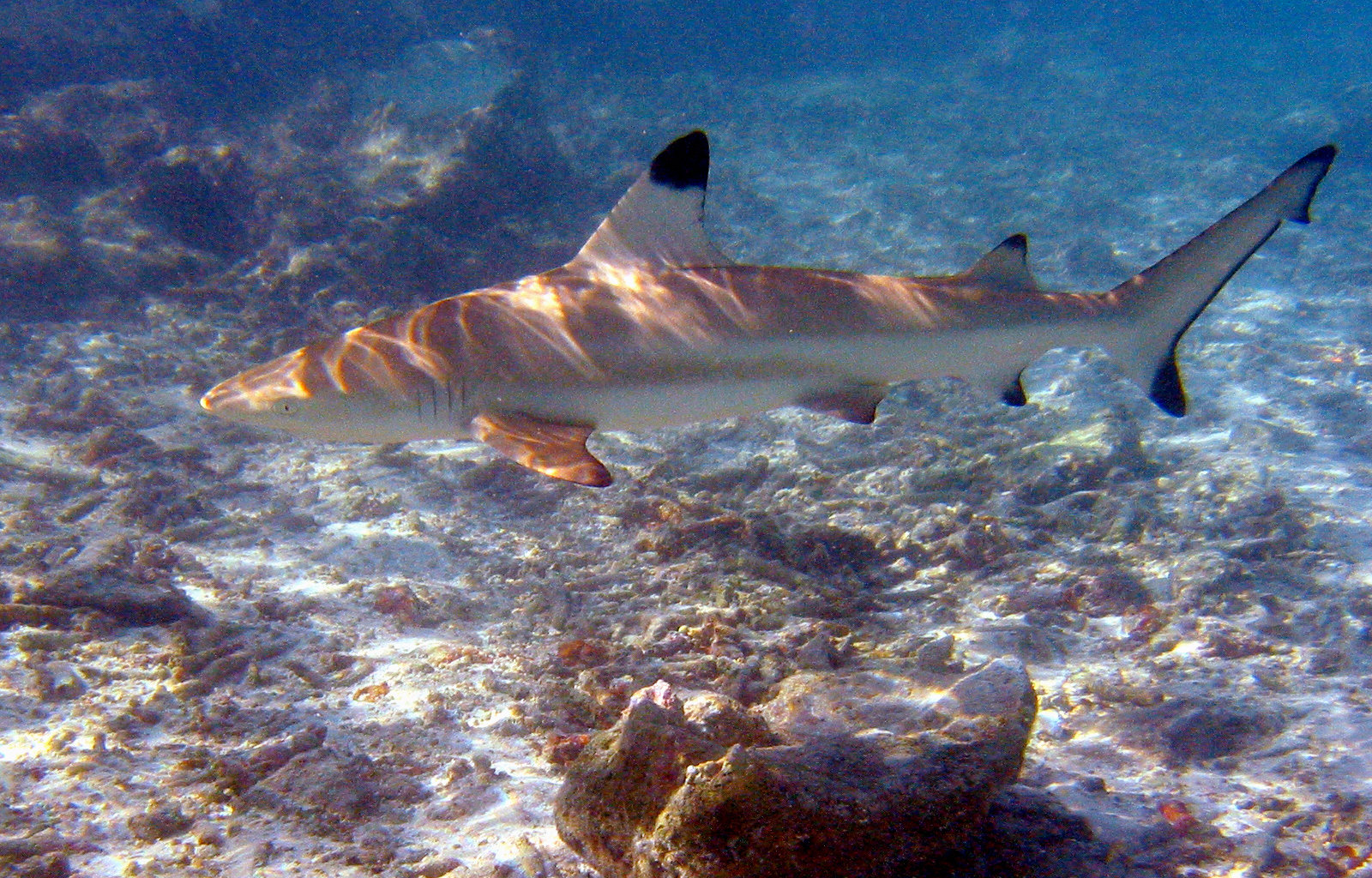
烏翅真鯊

## 數量下降
烏翅真鯊有時會被漁業混獲及丟棄。牠們的數量，與其他鯊魚一樣亦在下降。由於牠們的鰭會作為珍貴的魚翅，牠們的鰭在被捕獲時會被切去，而鯊魚本身會被丟回海中等待死亡。這可能是烏翅真鯊數量減少的原因。

## 外部連結
維基物種上的相關：烏翅真鯊
- 新聞：香港發現黑翼鯊屍體 （页面存档备份，存于）
- MarineBio: Blacktip reef shark, Carcharhinus melanopterus

1. ↑  Simpfendorfer, C.; Yuneni, R.R.; Tanay, D.; Seyha, L.; Haque, A.B.; Fahmi; Bin Ali, A.; Bineesh, K.K.; Gautama, D.A.; Maung, A.; Sianipar, A.; Utzurrum, J.A.T.; Vo, V.Q. . The IUCN Red List of Threatened Species. 2020, 2020: e.T39375A58303674  [3 June 2023]. doi:10.2305/IUCN.UK.2020-3.RLTS.T39375A58303674.en .